# Brześnica
Brześnica – wieś w Polsce położona w województwie wielkopolskim, w powiecie śremskim, w gminie Dolsk.
Wieś Brześnica położona była w 1581 roku w powiecie kościańskim województwa poznańskiego. W latach 1975–1998 miejscowość administracyjnie należała do województwa poznańskiego.
Wieś położona 4,8 km na południowy wschód od Dolska, na obszarze wzniesień morenowych, nad kanałem Obry, przy drodze powiatowej nr 4091 do Lipówki. Wieś znajduje się przy granicy powiatu śremskiego.
W 1398 pojawiła się pierwsza wzmianka o wsi. Należała wówczas do Wojciecha z Brześnicy. Kolejnymi właścicielami byli Brześniccy, Czaccy, biskupi poznańscy, Nieświatowscy i Zakrzewscy. Od 1840 Brześnica należała do hrabiego Franciszka Żółtowskiego.
Zabytkiem wsi prawnie chronionym jest park krajobrazowy o powierzchni 5,5 ha z XVIII wieku, w nim m.in. 5 dębów szypułkowych o obwodach 365-670 cm. 
Pozostałymi atrakcjami wsi są:
- Dwór z końca XVII wieku, przebudowany w XIX wieku i 1910. W XXI wieku został ponownie odremontowany.
- Spichlerz znajdujący się w zespole folwarcznym z 1788 z łamanym dachem polskim oraz czworaki i sześcioraki z 1881-1884.
- Figura św. Wawrzyńca z XVIII wieku.
- Głazy narzutowe - pomniki przyrody: gnejs o obwodzie 1080 cm i wysokości 130 cm, piaskowiec kwarcytowy o obwodzie 1330 cm i wysokości 116 cm oraz granit pegmatytowy o obwodzie 1490 cm i wysokości 135 cm. Głazy są jednymi z większych w Wielkopolsce.
- Dęby szypułkowe - pomniki przyrody: przy drodze do Lipówki o obwodzie do 600 cm oraz przy drodze do leśnictwa Orliniec o obwodach 550-720 cm.